# Jezioro Byszyńskie
Jezioro Byszyńskie – jezioro o powierzchni 7 ha w województwie zachodniopomorskim, w powiecie białogardzkim, w gminie Białogard.
Jezioro oligotroficzne zw. jeziorem lobeliowym, występuje poryblin jeziorny, brzeżyca jednokwiatowa. Na torfowisku jeziora występuje rosiczka długolistna i modrzewnica, położone wśród lasu sosnowego (starodrzew), w pobliżu drogi wojewódzkiej nr 163.
Nad jeziorem ośrodek wypoczynkowy o pow. 19 ha.
Nazwę Jezioro Byszyńskie wprowadzono urzędowo w 1950 roku, zastępując poprzednią niemiecką nazwę jeziora – Boissiner See.